# Saupe
Sarpa salpa
Genre
Espèce
Statut de conservation UICN

LC : Préoccupation mineure

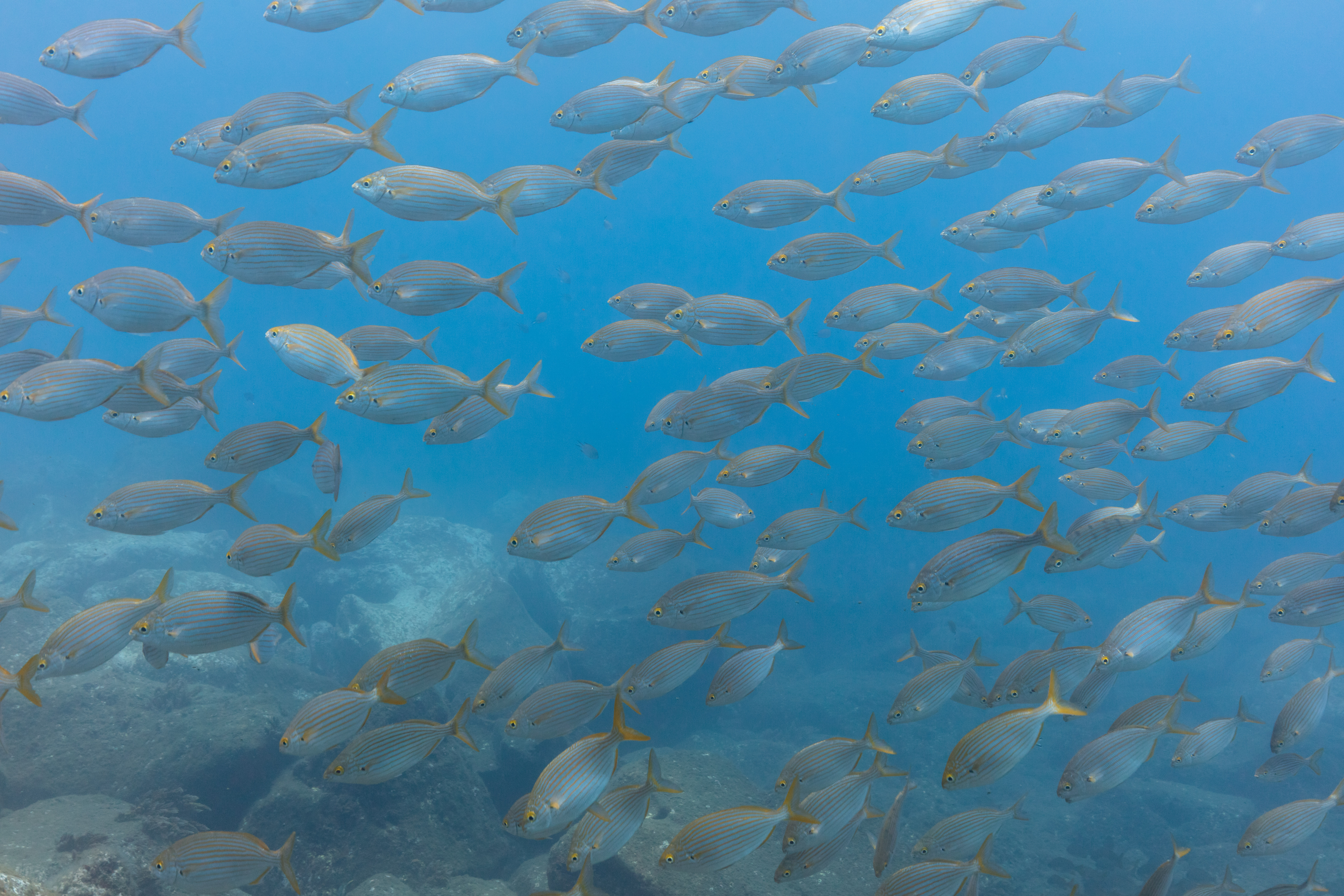
Banc de saupes

La saupe (Sarpa salpa) est une espèce de poissons appartenant à la famille des Sparidae, commune en Méditerranée mais aussi présente dans les océans. C'est la seule espèce du genre Sarpa (monotypique).

## Dénominations
Le nom scientifique valide est Sarpa salpa (Linnaeus, 1758), du latin sarpa (serpe) et salpa (merluche). Le nom normalisé (ou nom technique FAO) est « saupe » en français. Le nom vulgaire (vulgarisation scientifique) recommandé ou typique en français est aussi « saupe »,,,,. D'autres noms vernaculaires (langage courant) pouvant aussi désigner d'autres espèces sont « daurade (ou dorade) rayée, daurade jaune, poisson catalan ». En Tunisie et en Algérie la saupe est couramment connue sous le nom arabe de chelba.

## Description
L'adulte mesure en moyenne 35 cm et peut atteindre 50 cm. Le corps est ovale et comprimé latéralement. Il a des reflets argentés et est strié de 10 à 12 lignes longitudinales jaune vif qui vont de la tête, assez courte, jusqu'à la nageoire caudale. Les individus âgés présentent aussi des taches gris sombre verticales, irrégulières. La petite bouche a une denture très saillante. L'œil doré est assez gros et proche de la bouche, le dos est gris jaune à verdâtre avec des reflets or, les nageoires sont grisâtres.

## Mode de vie
Les saupes vivent en bancs près du bord où elles affectionnent les herbiers (posidonies) et les fonds rocheux. Leur activité est essentiellement diurne et leur régime principalement végétarien : algues vertes et brunes de la zone superficielle, ainsi que les posidonies qu'elles peuvent brouter assidûment. Quelques petits invertébrés peuvent compléter le menu. Hermaphrodites comme la plupart des sparidés, les saupes naissent femelles et deviennent mâles avec l'âge. Elles se reproduisent au printemps et à l'automne.

## Consommation et toxicité

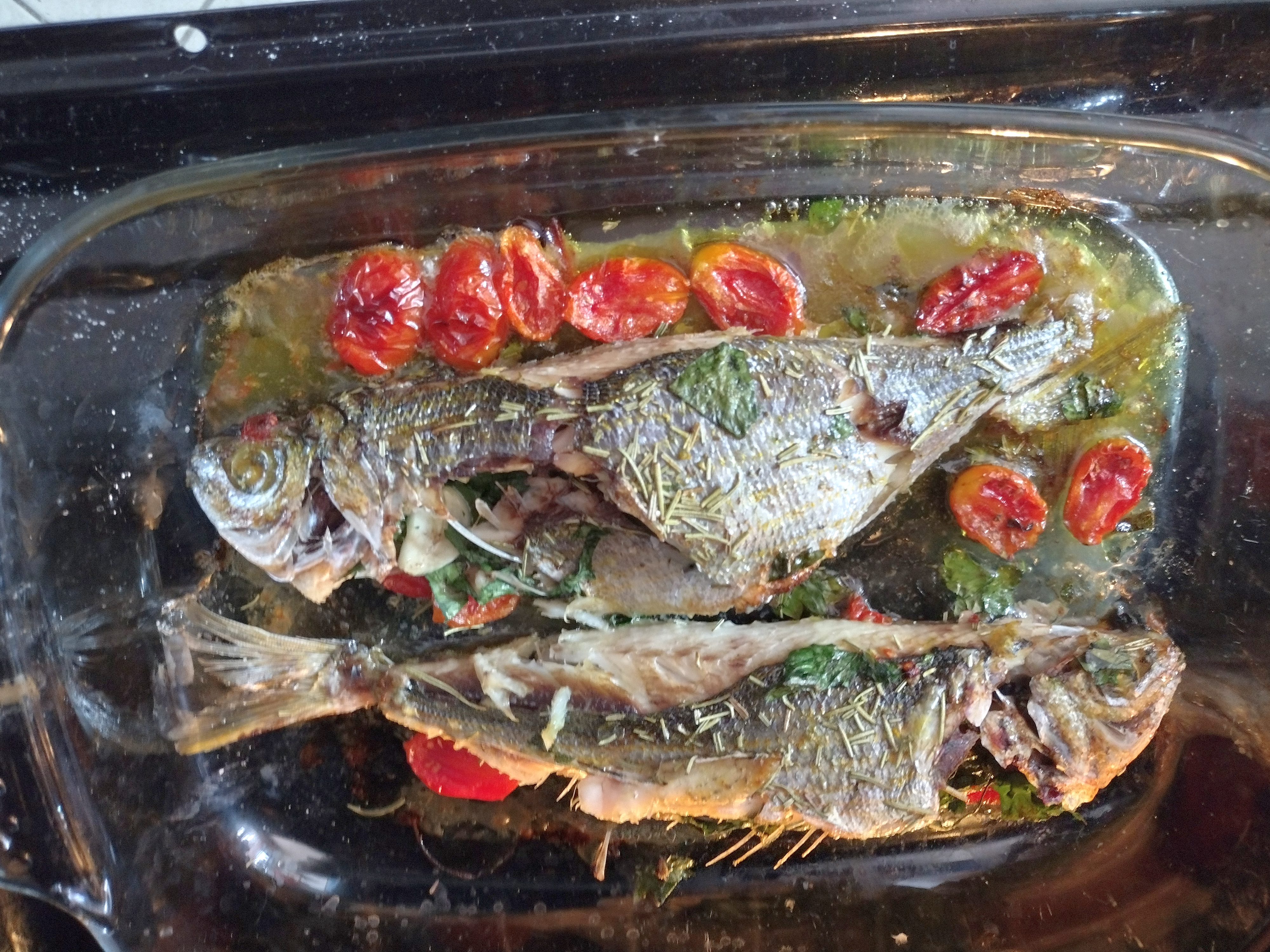
Saupes rôties.

Le régime végétarien de la saupe la rend presque impossible à pêcher à la canne, sa taille modeste et ses lieux de vie la rendant par ailleurs peu vulnérable à la pêche au filet ou au harpon. C'est pourquoi ce poisson est encore abondant dans les eaux côtières mais rare dans les assiettes et pratiquement pas commercialisé. La saupe n’est pratiquement plus consommée sauf en France, en Israël et en Tunisie, d'autant qu'en ingérant les tanins des posidonies ou des algues, elle peut être toxique : ces trois pays sont les seuls où l’on décrit régulièrement des cas d’ichtyosarcotoxisme méditerranéen. En effet, la saupe peut provoquer chez le consommateur des hallucinations,. Ces propriétés hallucinogènes sont utilisées dans l’Océan pacifique par les Mélanésiens et les Polynésiens lors de rites religieux. De telles utilisations étaient également décrites en Méditerranée dans l'antiquité,.
Les saupes ne sont pas toxiques toute l'année mais à certaines périodes, lorsqu'elles broutent intensément algues et posidonies,. Depuis l'introduction accidentelle en Méditerranée de Caulerpa taxifolia, la saupe peut aussi accumuler dans son organisme les toxines produites par cette algue,. Il est donc recommandé de la vider dès qu'elle est pêchée,.
Ses qualités gustatives sont par ailleurs diversement appréciées. Sa chair molle, son goût fort et particulier peuvent rebuter certaines personnes.

#### GenreSarpa
- (en) FishBase : liste des espèces du genre Sarpa (site miroir)
- (fr + en) ITIS : Sarpa Bonaparte, 1831
- (en) Animal Diversity Web : Sarpa
- (en) NCBI : Sarpa (taxons inclus)

#### EspèceSarpa salpa
- (fr) INPN : Sarpa salpa (Linnaeus, 1758) (TAXREF)
- (fr) DORIS : espèce Sarpa salpa
- (en + fr) FishBase : espèce Sarpa salpa (Linnaeus, 1758) (+ traduction) (+ noms vernaculaires 1 & 2)
- (fr + en) ITIS : Sarpa salpa (Linnaeus, 1758)
- (en) Animal Diversity Web : Sarpa salpa
- (en) NCBI : Sarpa salpa (taxons inclus)
- (en) UICN : espèce Sarpa salpa (consulté le 31 janvier 2020)